# European Rugby Challenge Cup 2014-15
La European Rugby Challenge Cup 2014-2015 es la primera temporada  de la European Rugby Challenge Cup, la segunda competición de rugby union por clubes de los países integrantes del Torneo de las Seis Naciones, y algún que otro participante de otros países. Esta temporada remplazará a la European Challenge Cup como la segunda competición europea de clubes de rugby. La competición comenzará el fin de semana del 16 de octubre de 2014, y terminará el 1 de mayo de 2015 en el estadio Twickenham Stoop.

## Equipos
Veinte equipos se clasifican para la temporada 2014-2015, basándose en la clasificación de sus respectivas ligas domésticas durante la anterior temporada. La distribución de los equipos responde al siguiente patrón:
- Inglaterra: 5 equipos
  - Equipos clasificados entre la octava y la undécima posición en la temporada 2013-2014 de la Premiership Rugby. (4 equipos)
  - El campeón de la edición 2013-2014 de la Greena King IPA Championship.[4] (1 equipo)
- Francia: 8 equipos
  - Equipos clasificados entre la octava y la duodécima posición en la temporada 2013-2014 del Top 14 francés. (5 equipos)
  - El campeón, y el ganador de la eliminatoria de promoción, de la temporada 2013-2014 de la Pro D2. (2 equipos)
  - Habrá un octavo equipo francés, ya que el Stade Français perdió el play-off de clasificación para la European Rugby Champions Cup 2014-2015 de forma que se clasificó para esta edición de la European Rugby Challenge Cup. (1 equipo)

- Irlanda, Italia, Escocia y Gales: 5 equipos
  - Los equipos no clasificados para la European Rugby Champions Cup por su posición en la temporada 2013-2014 de la Pro12.

- Otros países europeos: 2 equipos
  - Dos equipos más se clasificarán tras superar una fase previa que tiene lugar en septiembre de 2014.[3]

Por tanto, los primeros 18 equipos clasificados son:
| Premiership Rugby                                                              | Top 14                                                                                         | Pro12      | Pro12   | Pro12       | Pro12                                   | Fase previa                      |
| Inglaterra                                                                     | Francia                                                                                        | Irlanda    | Italia  | Escocia     | Gales                                   | Otros países europeos            |
| ------------------------------------------------------------------------------ | ---------------------------------------------------------------------------------------------- | ---------- | ------- | ----------- | --------------------------------------- | -------------------------------- |
| - Exeter Chiefs - Gloucester - London Irish - Newcastle Falcons - London Welsh | - Stade Français - Bordeaux Bègles - Brive - Bayonne - Grenoble - Oyonnax - Lyon - La Rochelle | - Connacht | - Zebre | - Edimburgo | - Cardiff Blues - Newport Gwent Dragons | - Rovigo Delta - Bucarest Wolves |

### Champions Cup Play-off
Los siguientes equipos disputaron el play-off de repesca por la última plaza para la Champions Cup, al haberse clasificado séptimos en sus respectivas ligas.
| Aviva Premiership | Top 14         |
| Inglaterra        | Francia        |
| ----------------- | -------------- |
| London Wasps      | Stade Français |

El 29 de abril de 2014 se anunció que este play-off tendría lugar a doble partido, en los fin de semanas del 17-18 de mayo de 2014 y 24-25 de mayo de 2014.
El sorteo para determinar el equipo local en el primer partido o en el segundo tuvo lugar en Heatrow el 6 de mayo de 2014:
| 18 de mayo de 2014 - 15.00h BST | London Wasps | 30 - 29 | Stade Français | Adams Park,                   |  |
|                                 |              |         |                | Árbitro(s): John Lacey (IRFU) |  |

| 24 de mayo de 2014 - 14.45h CEST | Stade Français | 6 - 20 | London Wasps | Stade Jean-Bouin,             |  |
|                                  |                |        |              | Árbitro(s): Nigel Owens (WRU) |  |

London Wasps ganó el play-off con un resultado acumulado de 50–35, y disputará la Champions Cup.

### Fase previa de clasificación
El 14 de agosto de 2014, la EPCR anunció el formato de la primera fase de clasificación.

#### Rugby Europa, primer Play-off (Grupo 1)
La plaza en el Grupo 1 será disputada por el equipo italiano Rovigo Delta y el georgiano Tbilisi Caucasians.
| 20 de septiembre de 2014 16.00h CEST | Rovigo Delta | 22 - 18 | Tbilisi Caucasians | Stadio Mario Battaglini, Rovigo,   |  |
|                                      |              |         |                    | Árbitro(s): Lloyd Lynton (Escocia) |  |

| 27 de septiembre de 2014 17.00h GET | Tbilisi Caucasians | 21 - 24 | Rovigo Delta | Stadium Avchala, Tiblisi,               |  |
|                                     |                    |         |              | Árbitro(s): Matthew Carley (Inglaterra) |  |

#### Rugby Europa Segundo Play-off (Grupo 3)
| 20 de septiembre de 2014 21.00 EEST | București Wolves | 18 - 13 | Calvisano | Stadium Arcul de Triumf,       |  |
|                                     |                  |         |           | Árbitro(s): Gary Conway (IRFU) |  |

| 27 de septiembre de 2014 19.30 CEST | Calvisano | 13 - 10 | București Wolves | Peroni Stadium,                  |  |
|                                     |           |         |                  | Árbitro(s): Alexandre Ruiz (FFR) |  |

## Fase de grupos
El sorteo tuvo lugar el 10 de junio de 2014, en el Stade de la Maladière en Neuchatel.
Los equipos se enfrentan entre ellos en dos vueltas, de ida y vuelta, en la fase de grupos, que empezó entre los días 16 y 19 de octubre de 2014, y continuará hasta los días 22 a 25 de enero de 2015, después los ganadores de cada grupo y los tres mejores segundos pasarán a los cuartos de final.
|  | Ganador del grupo, pasa a cuartos de final.                 |
|  | Tres mejores segundos que también pasan a cuartos de final. |

### Grupo 1
| Team              | PJ | PG | PE | PP | TF  | TC  | Dif  | EF | EC | BO | BD | Pts |
| ----------------- | -- | -- | -- | -- | --- | --- | ---- | -- | -- | -- | -- | --- |
| London Irish (4)  | 6  | 5  | 0  | 1  | 220 | 123 | +97  | 30 | 11 | 4  | 0  | 24  |
| Cardiff Blues (6) | 6  | 5  | 0  | 1  | 249 | 95  | +154 | 35 | 10 | 4  | 0  | 24  |
| Grenoble          | 6  | 2  | 0  | 4  | 161 | 160 | +1   | 19 | 21 | 3  | 1  | 12  |
| Rovigo Delta      | 6  | 0  | 0  | 6  | 77  | 329 | -252 | 8  | 50 | 0  | 1  | 1   |

### Grupo 2
| Team              | PJ | PG | PE | PP | TF  | TC  | Dif  | EF | EC | BO | BD | Pts |
| ----------------- | -- | -- | -- | -- | --- | --- | ---- | -- | -- | -- | -- | --- |
| Exeter Chiefs (2) | 6  | 5  | 0  | 1  | 212 | 97  | +115 | 26 | 11 | 4  | 1  | 25  |
| Connacht (8)      | 6  | 4  | 0  | 2  | 186 | 144 | +42  | 23 | 16 | 4  | 0  | 20  |
| Bayonne           | 6  | 2  | 0  | 4  | 106 | 162 | -59  | 10 | 18 | 0  | 1  | 9   |
| La Rochelle       | 6  | 1  | 0  | 5  | 84  | 182 | -98  | 10 | 24 | 0  | 0  | 4   |

### Grupo 3
| Team                      | PJ | PG | PE | PP | TF  | TC  | Dif  | EF | EC | BO | BD | Pts |
| ------------------------- | -- | -- | -- | -- | --- | --- | ---- | -- | -- | -- | -- | --- |
| Newport Gwent Dragons (3) | 6  | 5  | 0  | 1  | 240 | 127 | +113 | 31 | 15 | 4  | 1  | 25  |
| Newcastle Falcons (7)     | 6  | 4  | 0  | 2  | 208 | 149 | +59  | 29 | 20 | 4  | 1  | 21  |
| Stade Français            | 6  | 3  | 0  | 3  | 155 | 143 | +12  | 19 | 13 | 2  | 1  | 15  |
| Bucureşti Oaks            | 6  | 0  | 0  | 6  | 77  | 261 | -184 | 8  | 39 | 0  | 1  | 1   |

### Grupo 4
| Team            | PJ | PG | PE | PP | TF  | TC  | Dif  | EF | EC | BO | BD | Pts |
| --------------- | -- | -- | -- | -- | --- | --- | ---- | -- | -- | -- | -- | --- |
| Edinburgh (5)   | 6  | 5  | 0  | 1  | 146 | 90  | +56  | 14 | 8  | 1  | 1  | 22  |
| Lyon            | 6  | 4  | 0  | 2  | 149 | 139 | +10  | 17 | 15 | 2  | 0  | 18  |
| Bordeaux Bègles | 6  | 3  | 0  | 3  | 176 | 142 | +34  | 22 | 14 | 3  | 1  | 16  |
| London Welsh    | 6  | 0  | 0  | 6  | 72  | 172 | -100 | 7  | 23 | 0  | 1  | 1   |

### Grupo 5
| Team           | PJ | PG | PE | PP | TF  | TC  | Dif  | EF | EC | BO | BD | Pts |
| -------------- | -- | -- | -- | -- | --- | --- | ---- | -- | -- | -- | -- | --- |
| Gloucester (1) | 6  | 6  | 0  | 0  | 211 | 64  | +147 | 25 | 6  | 5  | 0  | 29  |
| Oyonnax        | 6  | 4  | 0  | 2  | 123 | 124 | -1   | 12 | 13 | 0  | 0  | 16  |
| Zebre          | 6  | 2  | 0  | 4  | 102 | 154 | -52  | 10 | 18 | 0  | 0  | 8   |
| Brive          | 6  | 0  | 0  | 6  | 93  | 187 | -94  | 11 | 21 | 0  | 2  | 2   |

## Fase final
Los ocho equipos clasificados de la fase de grupos competirán en una primera ronda eliminatoria de cuartos de final, la cual se celebrará entre los días 3 y 5 de abril de 2014. Los cuatro equipos con la mejor clasificación en la fase de grupos, ejercerán de locales en esta fase.
|  | Cuartos de final      | Cuartos de final |                       |            | Semifinales       | Semifinales       |  |           | Final     | Final     |  |
|  | 3 al 5 de abril       | 3 al 5 de abril  |                       |            | 17 al 19 de abril | 17 al 19 de abril |  |           | 1 de mayo | 1 de mayo |  |
|  |                       |                  |                       |            |                   |                   |  |           |           |           |  |
|  |                       |                  |                       |            |                   |                   |  |           |           |           |  |
|  | Gloucester            | 14               |                       |            |                   |                   |  |           |           |           |  |
|  | Gloucester            | 14               |                       |            |                   |                   |  |           |           |           |  |
|  | Connacht              | 7                |                       |            |                   |                   |  |           |           |           |  |
|  | Connacht              | 7                |                       | Gloucester | 30                |                   |  |           |           |           |  |
|  |                       |                  |                       | Gloucester | 30                |                   |  |           |           |           |  |
|  |                       |                  | Exeter Chiefs         | 19         |                   |                   |  |           |           |           |  |
|  | Exeter Chiefs         | 48               | Exeter Chiefs         | 19         |                   |                   |  |           |           |           |  |
|  | Exeter Chiefs         | 48               |                       |            |                   |                   |  |           |           |           |  |
|  | Newcastle Falcons     | 13               |                       |            |                   |                   |  |           |           |           |  |
|  | Newcastle Falcons     | 13               |                       |            |                   |                   |  | Edinburgh | 13        |           |  |
|  |                       |                  |                       |            |                   |                   |  | Edinburgh | 13        |           |  |
|  |                       |                  | Gloucester            | 19         |                   |                   |  |           |           |           |  |
|  | London Irish          | 18               | Gloucester            | 19         |                   |                   |  |           |           |           |  |
|  | London Irish          | 18               |                       |            |                   |                   |  |           |           |           |  |
|  | Edinburgh             | 23               |                       |            |                   |                   |  |           |           |           |  |
|  | Edinburgh             | 23               |                       | Edinburgh  | 45                |                   |  |           |           |           |  |
|  |                       |                  |                       | Edinburgh  | 45                |                   |  |           |           |           |  |
|  |                       |                  | Newport Gwent Dragons | 16         |                   |                   |  |           |           |           |  |
|  | Newport Gwent Dragons | 25               | Newport Gwent Dragons | 16         |                   |                   |  |           |           |           |  |
|  | Newport Gwent Dragons | 25               |                       |            |                   |                   |  |           |           |           |  |
|  | Cardiff Blues         | 21               |                       |            |                   |                   |  |           |           |           |  |
|  | Cardiff Blues         | 21               |                       |            |                   |                   |  |           |           |           |  |
|  |                       |                  |                       |            |                   |                   |  |           |           |           |  |

### Cuartos de final
| 3 de abril 19:45 | Gloucester | 14-7    | Connacht | Kingsholm Stadium,                                               |                                                                  |
|                  |            | Reporte |          | Asistencia: 13.236 espectadores Árbitro(s): Mathieu Raynal (FFR) | Asistencia: 13.236 espectadores Árbitro(s): Mathieu Raynal (FFR) |

| 4 de abril 20:00 | Exeter Chiefs | 48-13   | Newcastle Falcons | Sandy Park,                                                     |                                                                 |
|                  |               | Reporte |                   | Asistencia: 10.022 espectadores Árbitro(s): Marius Mitrea (FIR) | Asistencia: 10.022 espectadores Árbitro(s): Marius Mitrea (FIR) |

| 4 de abril 12:45 | Newport Gwent Dragons | 25-21   | Cardiff Blues | Rodney Parade,                                            |                                                           |
|                  |                       | Reporte |               | Asistencia: 8.119 espectadores Árbitro(s): JP Doyle (RFU) | Asistencia: 8.119 espectadores Árbitro(s): JP Doyle (RFU) |

| 5 de abril 17:45 | London Irish | 18-23   | Edinburgh | Madejski Stadium,                                               |                                                                 |
|                  |              | Reporte |           | Asistencia: 4.728 espectadores Árbitro(s): Pascal Gaüzère (FFR) | Asistencia: 4.728 espectadores Árbitro(s): Pascal Gaüzère (FFR) |

### Semifinales
| 17 de abril 19:45 | Edinburgh | 45-16   | Newport Gwent Dragons | Murrayfield Stadium,                                      |                                                           |
|                   |           | Reporte |                       | Asistencia: 8.231 espectadores Árbitro(s): JP Doyle (RFU) | Asistencia: 8.231 espectadores Árbitro(s): JP Doyle (RFU) |

| 18 de abril 19:45 | Gloucester | 30-19   | Exeter Chiefs | Kingsholm Stadium,                                            |                                                               |
|                   |            | Reporte |               | Asistencia: 11.907 espectadores Árbitro(s): John Lacey (IRFU) | Asistencia: 11.907 espectadores Árbitro(s): John Lacey (IRFU) |

### Final
| 1 de mayo de 2015 19.45 | Edinburgh | 13-19   | Gloucester | Twickenham Stoop, Londres,                                      |                                                                 |
|                         |           | Reporte |            | Asistencia: 14.316 espectadores Árbitro(s): Jérôme Garcès (FFR) | Asistencia: 14.316 espectadores Árbitro(s): Jérôme Garcès (FFR) |

| Bandera de Inglaterra    |
| Campeón Gloucester Rugby |
| Segundo título           |